# 富山縣立大學
富山縣立大學（Toyama Prefectural University）是一所位於日本富山縣的公立大學，設置於1990年。

## 沿革
- 1962年 富山縣立大谷技術短期大學開學。
- 1972年 更名富山縣立技術短期大學。
- 1990年 增設四年制的工學部及大學院，改組為富山縣立大學。
- 2006年 工學部新設「智慧設計工學科」、「資訊系統工學科」、「生物工學科」。
- 2012年 短期大學部閉校。
- 2015年 公立大學法人化。

## 教育及研究

### 學部
工學部
- 機械系統工學科
- 智慧設計工學科
- 資訊系統工學科
- 生物工學科
- 環境工學科

### 大學院
工學研究科
- 機械系統工學專攻
- 智慧設計工學專攻
- 資訊系統工學專攻
- 生物工學專攻
- 環境工學專攻

### 附屬機關
- 附屬圖書館
- 地域合作中心
- 職業中心
- 計算機中心
- 生物工學研究中心
- 學生部
- 事務局

## 對外關係
富山縣立大學與放送大學學園簽有學分互換協定，於放送大學取得的學分可被列入畢業學分之中。

## 交通資訊
- 搭乘愛之風富山鐵道至小杉車站，下車後步行約20分鐘[2]。
- 搭乘射水市共同體巴士（日语：射水市コミュニティバス）[3]，於「富山縣立大學前」站牌下車。

## 外部連結
- （日語）富山縣立大學 （页面存档备份，存于）